# Orville H. Browning
Orville H. Browning (Cynthiana, 1806. február 10. – Quincy, 1881. augusztus 10.) az Amerikai Egyesült Államok szenátora (Illinois, 1861–1863).